# Soulèvement de Dazexiang

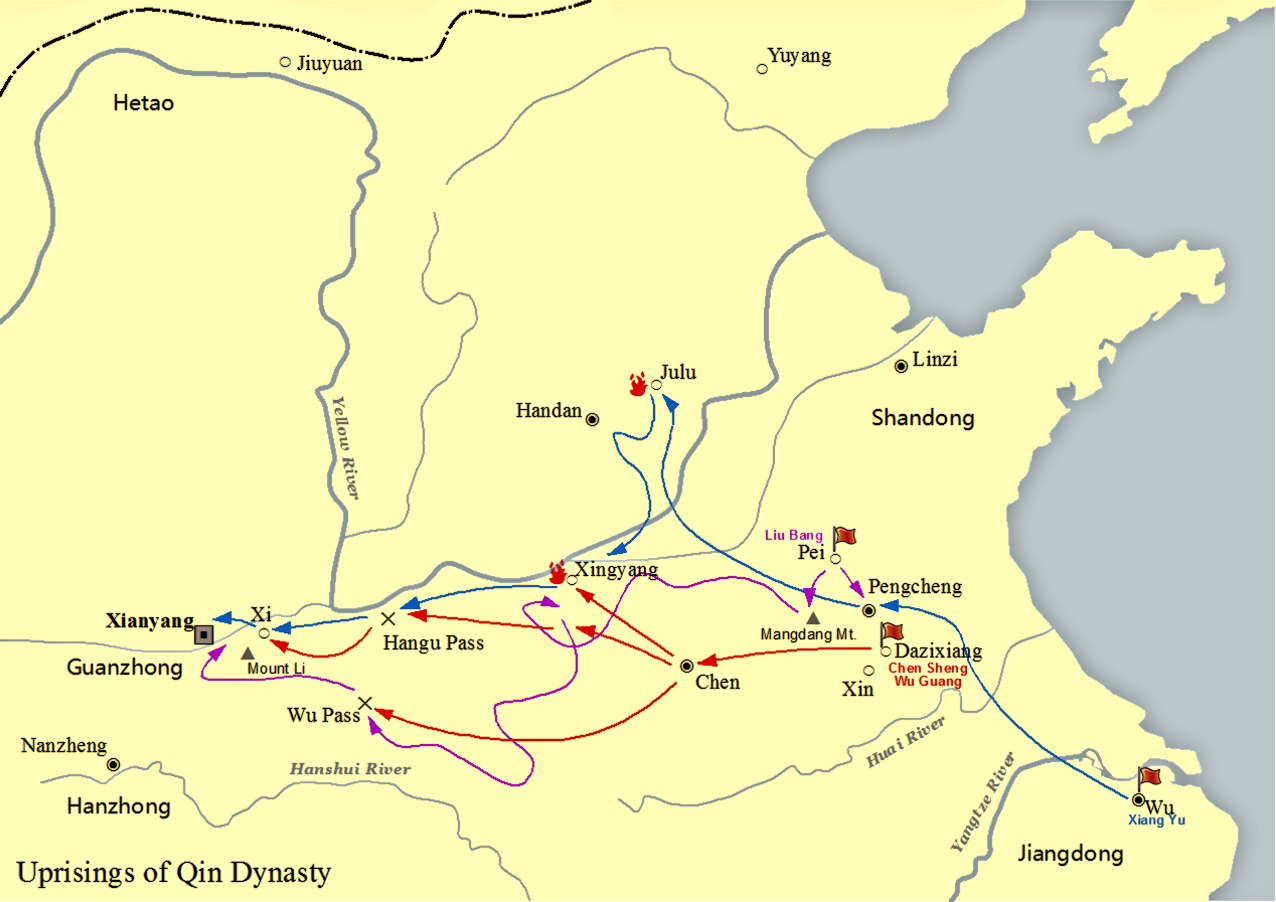
Soulèvements de la dynastie Qin, y compris les soulèvements de Dazexiang (Chen Sheng et Wu Guang), Liu Bang et Xiang Yu.

Le soulèvement de Dazexiang, (chinois simplifié : 大泽乡起义 ; chinois traditionnel : 大澤鄉起義 ; pinyin : Dàzéxiāng Qǐyì), (juillet 209 av. J.-C. - Décembre 209 av. J.-C.), également connu sous le nom de soulèvement de Chen Sheng et Wu Guang (chinois simplifié : 陈胜吴广起义 ; chinois traditionnel : 陳勝吳廣起義 ; pinyin : Chén Shèng Wú Guǎng Qǐyì) ou rébellion de Chen Sheng et Wu Guang (chinois simplifié : 陈胜吴广之乱 ; chinois traditionnel : 陳勝吳廣之亂 ; pinyin : Chén Shèng Wú Guǎng zhī luàn) est le premier soulèvement contre la dynastie Qin à avoir lieu depuis le décès de Qin Shi Huang. Il débute à Dazexiang, qui se peut se traduire par "Le village du grand marais" et s’achève au bout de quelques mois, après l'exécution des deux chefs de la révolte par leurs propres troupes.

## Origines et déroulement du soulèvement
Chen Sheng et Wu Guang sont tous deux des officiers de l'armée qui ont reçu l'ordre de diriger un groupe de soldats vers le nord pour participer à la défense de Yuyang (漁陽). Cependant, ils sont arrêtés à mi-chemin dans la province Anhui par des inondations provoquées par les pluies d'une forte tempête, ce qui les empêche d'arriver à temps à Yuyang. Les lois en vigueur sous la dynastie Qin prévoient que ceux qui arrivent en retard lorsqu'ils sont convoquées pour travailler pour le gouvernement doivent être exécutés, indépendamment de la nature du retard. Préférant se battre pour leur liberté plutôt que d'être exécutés, Chen et Wu rassemblent un groupe de 900 villageois pour se révolter contre le gouvernement.
Les hommes de Chen lui donnent le titre de roi de l'ancien royaume de Chu. Lui et Wu deviennent l'épicentre des soulèvements armés qui éclatent partout en Chine. En quelques mois seulement, leur groupe se renforce jusqu'à compter environ dix mille hommes, pour l'essentiel des paysans mécontents. Cependant, en moins d'un an, leur soulèvement se heurte à de sérieuses difficultés, car ces troupes hétéroclites ne peuvent pas rivaliser avec les tactiques et l'expérience des soldats professionnels des Qin. Finalement, ils sont tous deux assassinés par leurs propres hommes.
Même si leur insurrection s'achève par un échec, Wu et Chen ont donné l'exemple qui va être suivi par Liu Bang et Xiang Yu. L'esprit de leur révolte peut être résumé par une citation de Chen: "王侯將相寧有種乎" (wáng hóu jiāng xiāng níng yǒu zhǒng hu); ce que l'on peut traduire par : "Les rois et les nobles doivent-ils un statut élevé à leur naissance ?" Cela signifie que chaque homme, quel que soit son statut à la naissance, peut atteindre un statut élevé s'il fait les efforts nécessaires.

## Les chefs du soulèvement
Lorsque Chen Sheng et Wu Guang déclenchent le soulèvement, Sheng est paysan né dans le Henan qui loue la terre qu'il travaille et Guang est à son service. Quand Chen Sheng était jeune, il travaillait avec des personnes hautaines. Un jour, comme il se sent fatigué, il arrête de travailler et va se reposer sur une colline. Il dit alors à ses compagnons: « Si quelqu'un parmi vous atteint un jour une position élevée et a du pouvoir, s'il vous plaît qu'il ne nous oublie pas. » Ses compagnons rient alors de lui et lui disent : « Vous êtes un locataire, comment pourriez-vous devenir riche et puissant ? »
Plus tard, Chen Sheng devient officier de l'armée, et mène l'insurrection avec Wu Guang, son adjoint. Chen Sheng dit alors : « Comment un moineau peut-il comprendre l'ambition d'un cygne ? » (燕雀 安 知 鸿鹄之志 哉?).
En dehors de cette anecdote, les chroniques de l'époque n'ont rien retenu de particulier au sujet de Wu Guang, si ce n'est qu'il est un homme gentil et influent.